# Spuller Gyula
Spuller Gyula Béla (Zsitvagyarmat, 1852. november 28. – Garamszőlős, 1942. november 1.) plébános.

## Élete
Szülei nemespanni Spuller Ferenc (1827-1856) és Gaál Mária. Az elemi iskolát Nemespannon, a gimnáziumot Nagyszombatban és Párkányban járta. A teológiát a budapesti szemináriumban végezte 1871-1875 között. 1875. július 25-én besztercebányai egyházmegyei pappá szentelték. Galántán lett káplán, 1881-től Verebélyen adminisztrátor, majd Csejkőn, 1892–1935 között nyugdíjazásáig Garamszőlősön plébános. 1928-ban adakozott a németszőgyéni tűzkárosultak javára. Az Apostol-bácsi hatvanéves papi jubileumát Zsitvagyarmaton ünnepelte. A budapesti szemináriumban oktatott.
A barsbesei mamutleletről levélben értesítette Andrej Kmeťet.

## Művei
- 1890 A parasztbirtok és parasztegyletek. Magyar Sion.
- 1890 A kenyérszín anyaga. Magyar Sion.
- 1890 Feloldozás és utolsó kenet. Magyar Sion.
- 1891 David Cum Sibylla. Magyar Sion.
- 1891 Még egyszer a feloldozás és utolsó kenetről. Magyar Sion.
- 1892 A húsvéti gyertyáról. Magyar Sion.
- 1894 Eszmecsere egy divorcziális esetről. Magyar Sion.
- 1895 Szent vér-ereklye a garam-sz.-benedeki templomban. Magyar Sion.

Cikkeit a Magyar Állam és a Magyar Sion közölte. Természetrajzi cikkei a Garam mente növényvilágáról szólnak.